# Nazionale maschile di cricket dell'Ungheria
La nazionale di cricket dell'Ungheria è la selezione nazionale che rappresenta la Scozia nel gioco del cricket.

## Storia

### Le origini
Il primo club di cricket è stato fondato a Budapest nel 1991, seguito da un'iniziativa avviata nel aprile 1996 da Dr. Padma Gannoruwa, che avviò un progetto di cricket nella capitale ungherese. Gannoruwa formò una squadra composta sia da ungheresi che da espatriati, che affrontò squadre provenienti da Germania, Austria e anche una formazione britannica in tournée. Durante l'estate, la squadra si allenava settimanalmente nei campi sportivi dell'Università di Budapest, mentre durante l'inverno si tenevano campi di formazione indoor presso lo Stadio Sportivo di Budapest.
Nel 2007 venne fondata la Hungarian Cricket Association (HCA), con un consiglio direttivo composto da Andy Grieve, David Brown e Andrew Leckonby. I primi incontri amichevoli furono disputati in Slovenia nel settembre del 2007. Il primo incontro ufficiale si svolse a Praga contro la Bulgaria nell'agosto del 2008.
Nel 2010, l'Ungheria vinse il Campionato Europeo di Twenty20, una competizione minore, tenutosi a Skopje, in Macedonia, sconfiggendo la Russia in finale. Nel mese di agosto del 2011 difesero il titolo sul proprio campo di casa, a Szödliget, a nord di Budapest, prevalendo sulla Bulgaria in finale.
Il 28 giugno 2012 la federazione ungherese ottiene l'accettazione ufficiale dell'Ungheria come membro affiliato della International Cricket Council (ICC).

### Status T20
Nell'aprile 2018, l'ICC ha deciso di concedere lo status completo di Twenty20 International (T20I) a tutti i suoi membri. Pertanto, tutte le partite Twenty20 giocate tra l'Ungheria e gli altri membri dell'ICC dal 1° gennaio 2019 hanno lo status T20I.
L'Ungheria ha disputato la sua prima partita ufficiale maschile di T20I durante la Continental Cup 2021, un torneo di cricket Twenty20 International (T20I) che si è tenuto presso il Moara Vlasiei Cricket Ground, nella contea di Ilfov, in Romania, nella prima settimana di settembre. Le squadre partecipanti furono divise in due gruppi, con l'Ungheria che riuscì a qualificarsi per la semifinale battendo la Repubblica Ceca. L'Ungheria fu sconfitta dal Lussemburgo nelle semifinali, impedendole di accedere alla finale. Nell'ultimo giorno, la Romania vinse la finale per il terzo posto contro Malta, prevalendo con un margine di 33 run.
Nel 2021, l'Ungheria fu tra le cinque squadre escluse dal Campionato ICC T20I per non aver disputato un numero sufficiente di partite nel periodo previsto, a causa degli effetti della pandemia di COVID-19.
L'Ungheria partecipò alla Valletta Cup 2022, un torneo di cricket T20I he si svolse a Malta dal 10 al 15 maggio 2022. Questa edizione, la terza del torneo, vide l'Ungheria competere insieme a Malta, Bulgaria, Repubblica Ceca, Gibilterra e Romania, con le partite disputate al Marsa Sports Club di Marsa. La nazionale ungherese terminò al quarto posto, perdendo la finalina contro la Repubblica Ceca
Nel giugno del 2022, l'Ungheria ha preso parte alle qualificazione europee per la Coppa del Mondo T20 maschile di cricket 2024 a Gand, in Belgio, terminando il girone al terzo posto e non qualificandosi alla finale regionale.
Nel 2023 la nazionale Ungherese ha preso parte a due serie: la prima, a giugno, contro la Repubblica Ceca (0-3) e la seconda, ad agosto, contro la Croazia (vinta per 2-0).
Nel maggio nel 2024 l'Ungheria prende parte alla Continental Cup, vincendo tutte e tre le partite del girone e la finale contro Gibilterra. Il torneo è valso come preparazione per il girone preliminare delle qualificazioni alla Coppa del Mondo T20 maschile di cricket 2026, disputato il mese dopo, e dove la nazionale magiara è arrivata ultima nel proprio girone, perdendo contro Romania, Austria e Portogallo, registrando una vittoria solo contro la nazionale israeliana e, di conseguenza, non qualificandosi per la finale regionale.
Dal 3 al 5 febbraio 2025 la nazionale ungherese gioca un torneo Tri-Nation allo Marsa Sports Club di Marsa, a Malta. L'Ungheria vince il torneo (grazie ad un NRR migliore) battendo per due volte i padroni di casa e una volta l'Austria. Nella stagione estiva del 2025, l'Ungheria ospita a Szodliget la nazionale slovena per una serie di 3 partite T20I, concludendo il tour da inbatutta. Dal 26 al 29 giugno dello stesso anno i magiari prendono parte alla Continental Cup, giocata nel Distretto di Ilfov, in Romania, concludendo all'ultimo posto in girone in seguito alle sconfitte contro Austria e Romania e concludendo al quinto posto il torneo, grazie alla vittoria contro la Francia per 52 runs nel match per il piazzamento.

## Statistiche
Partite internazionali – Ungheria
Aggiornato al 26 luglio 2025.
| Record                  |    |    |    |   |      |
| Format                  | M  | W  | L  | T | D/NR |
| Twenty20 Internationals | 39 | 18 | 19 | 1 | 5    |

### T20
Aggiornato al 26 luglio 2025 
| Nazionale            | P                    | W                    | L                    | T                    | NR                   |
| vs Associate Members | vs Associate Members | vs Associate Members | vs Associate Members | vs Associate Members | vs Associate Members |
| -------------------- | -------------------- | -------------------- | -------------------- | -------------------- | -------------------- |
| Austria              | 8                    | 2                    | 5                    | 0                    | 1                    |
| Belgio               | 1                    | 0                    | 1                    | 0                    | 0                    |
| Bulgaria             | 1                    | 1                    | 0                    | 0                    | 0                    |
| Croazia              | 2                    | 2                    | 0                    | 0                    | 0                    |
| Rep. Ceca            | 6                    | 1                    | 4                    | 1                    | 0                    |
| Danimarca            | 1                    | 0                    | 1                    | 0                    | 0                    |
| Francia              | 1                    | 1                    | 0                    | 0                    | 0                    |
| Gibilterra           | 2                    | 1                    | 1                    | 0                    | 0                    |
| Israele              | 2                    | 1                    | 1                    | 0                    | 0                    |
| Lussemburgo          | 2                    | 1                    | 1                    | 0                    | 0                    |
| Malta                | 4                    | 3                    | 1                    | 0                    | 0                    |
| Portogallo           | 1                    | 0                    | 1                    | 0                    | 0                    |
| Romania              | 5                    | 3                    | 2                    | 0                    | 0                    |
| Slovenia             | 3                    | 3                    | 0                    | 0                    | 0                    |
| Totale               | 39                   | 18                   | '19                  | 1                    | 1                    |